# Småblommig blåeukalyptus
Småblommig blåeukalyptus (Eucalyptus sideroxylon) är en art i familjen myrtenväxter. Arten kommer ursprungligen från  Australien. Arten är mycket lik blåeukalyptus (E. leucoxylon), men har bark som inte flagnar och mindre blommor som sitter i flockar om sju stycken. 
Småblommig blåeukalyptus hör till de mer härdiga arterna och klarar -8°C.

## Synonymer
- Eucalyptus leucoxylon var. minor Benth. p.p.
- Eucalyptus leucoxylon var. pallens Benth.
- Eucalyptus sideroxylon var. minor (Benth.) Maiden
- Eucalyptus sideroxylon var. pallens (Benth.) Rehder